# Josep Domènech i Estapà
Josep Domènech i Estapà (Tarragona, 7 ottobre 1858 – Cabrera de Mar, 5 settembre 1917) è stato un architetto spagnolo.

## Biografie
Laureatosi nel 1881, divenne professore di geodesia e geometria descrittiva all'Università di Barcellona e membro dell'Acadèmia de Ciències i Arts, di cui nel 1914 divenne presidente.
Le sue opere più note a Barcellona sono: la chiesa di Sant Andreu del Palomar, il Teatro Poliorama e la Reial Acadèmia de les Ciències, il Palazzo di Giustizia (realizzato con Enric Sagnier), Palau Ramon Montaner (insieme a Lluís Domènech i Montaner), la facoltà di Medicina dell'Università di Barcellona, la casa per non vedenti Empar de Santa Llúcia oggi nota come CosmoCaixa e l'Osservatorio Fabra.
Domènech i Estapà creò il proprio stile attraverso la modifica di motivi classici, distinti sia dall'eclettismo che dal modernismo, ma è stato accettato dall'establishment del tempo. Scrisse diversi libri, tra cui Tratado de geometría descriptiva e El modernismo arquitectónico (1911).

## Galleria d'immagini

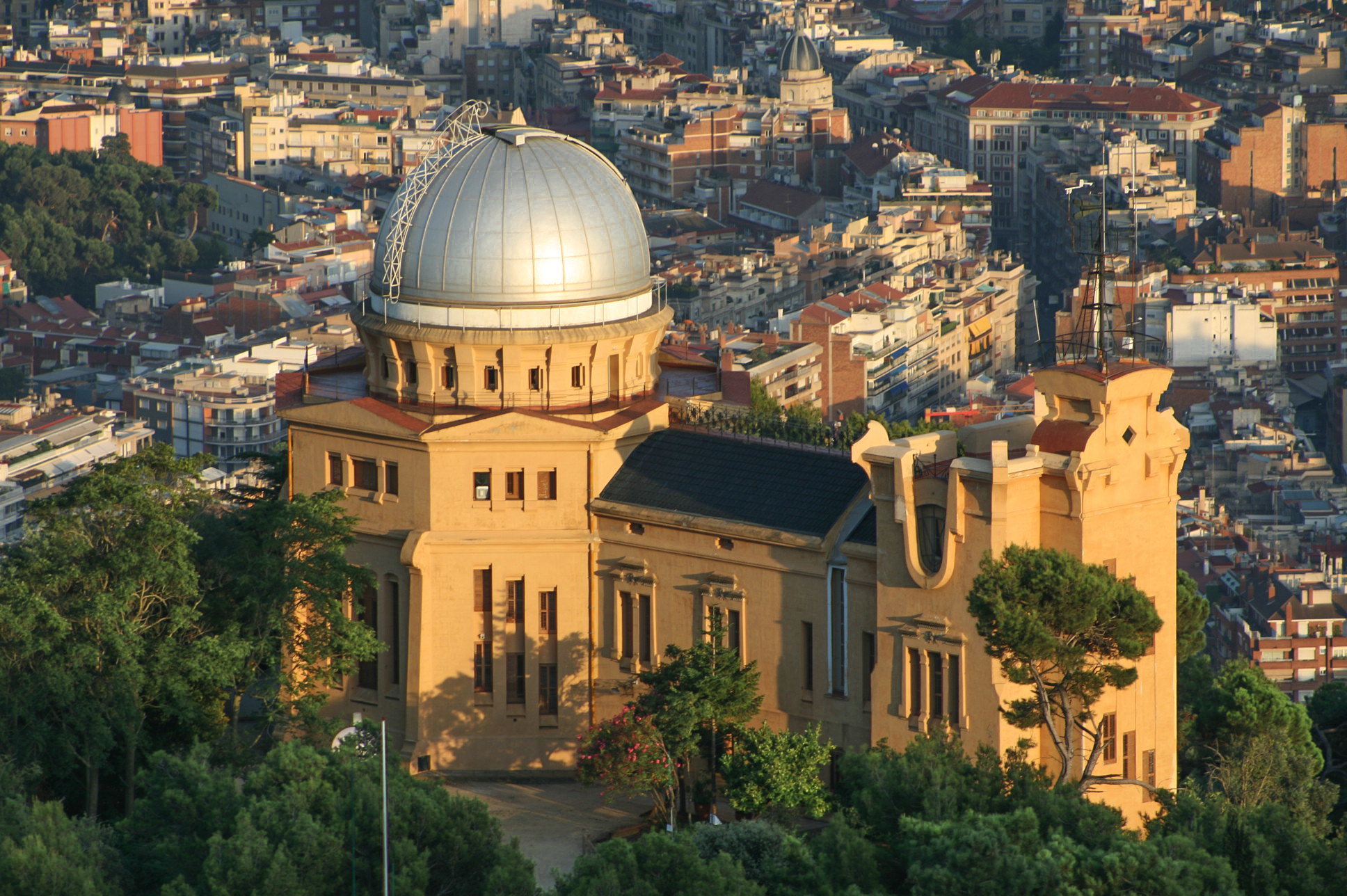
Osservatorio Fabra su Collserola
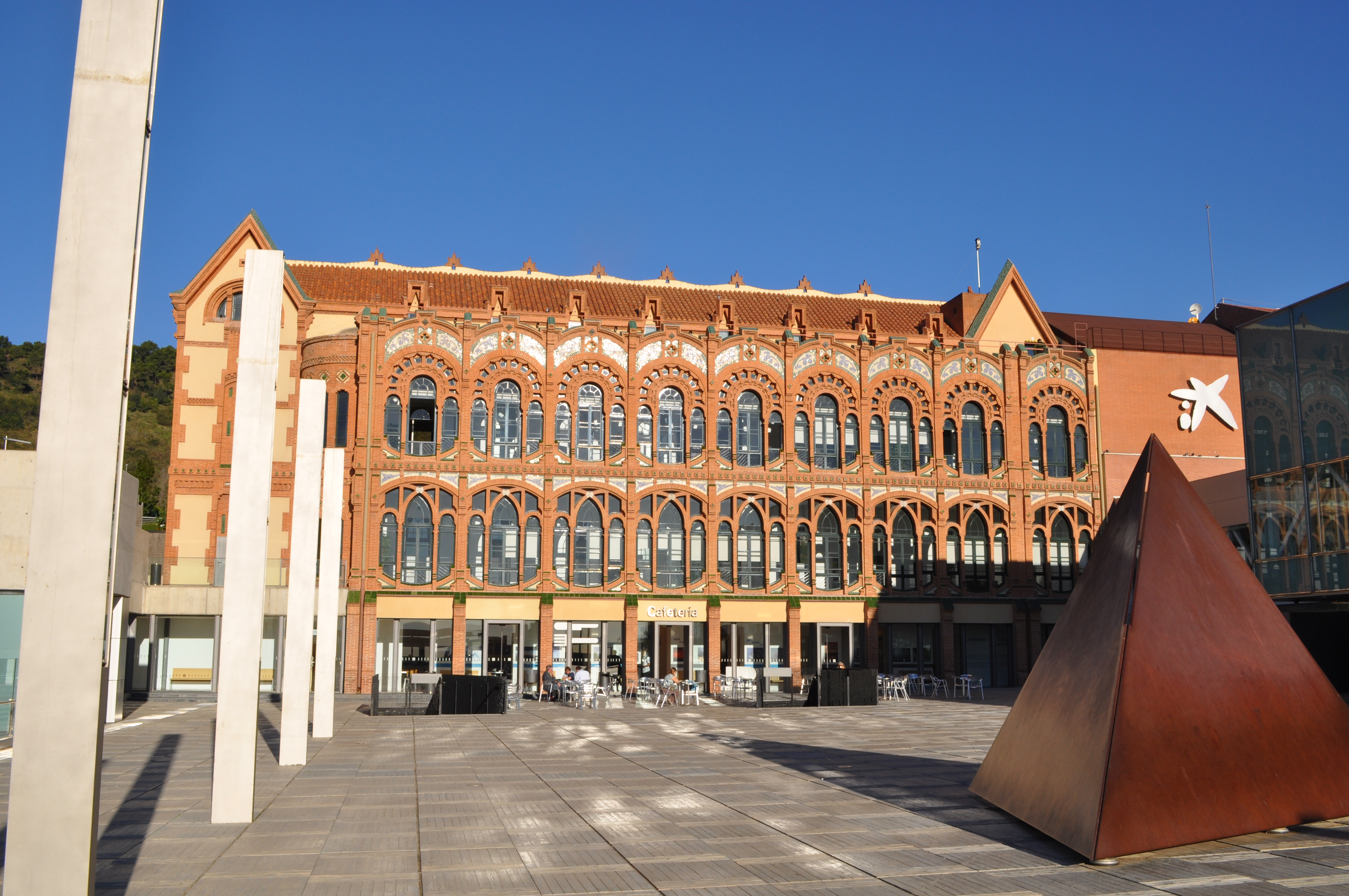
La casa per non vedenti Empar de Santa Llúcia, oggi CosmoCaixa
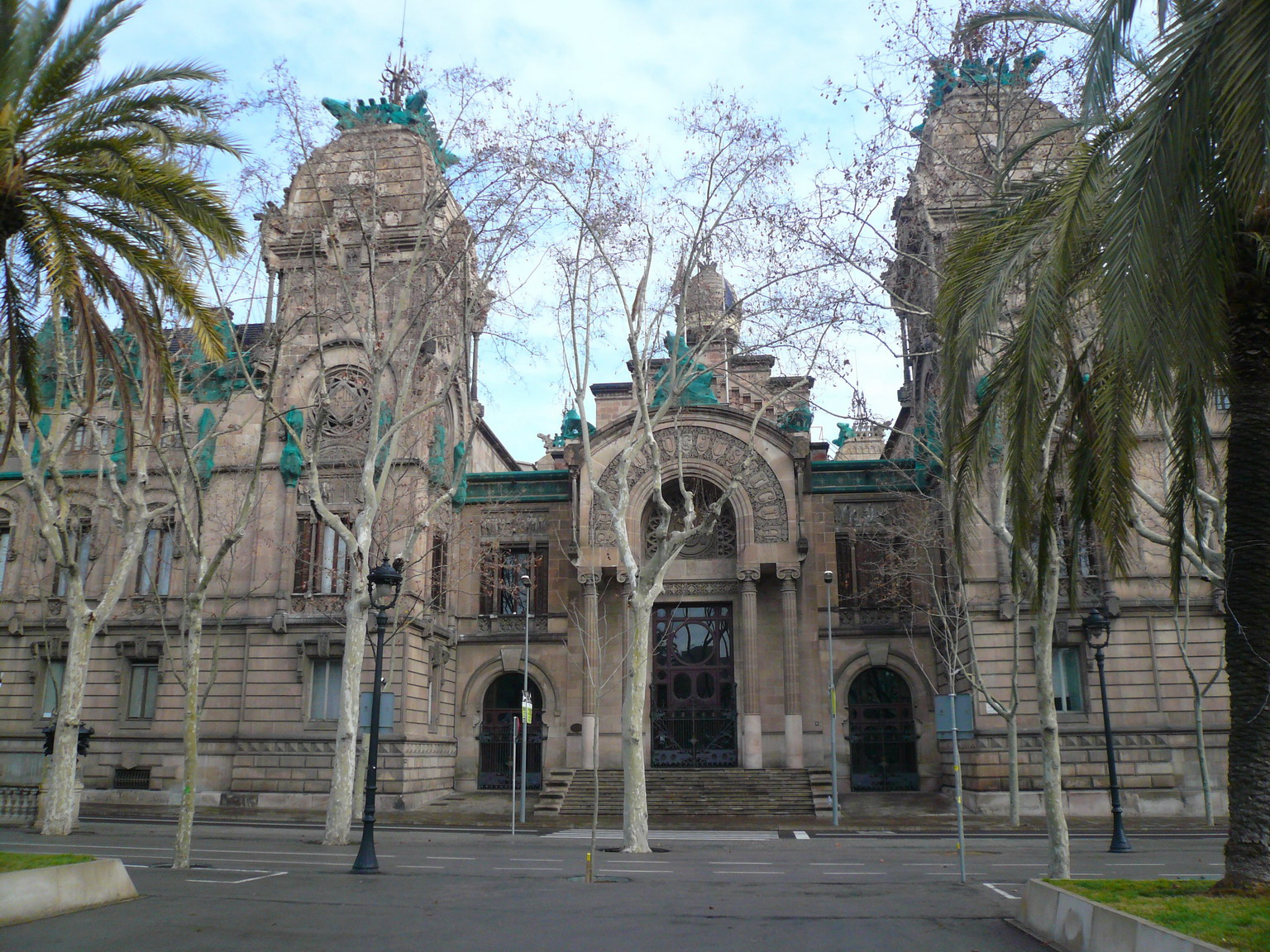
Il Palazzo di Giustizia di Barcellona, costruito insieme a Enric Sagnier
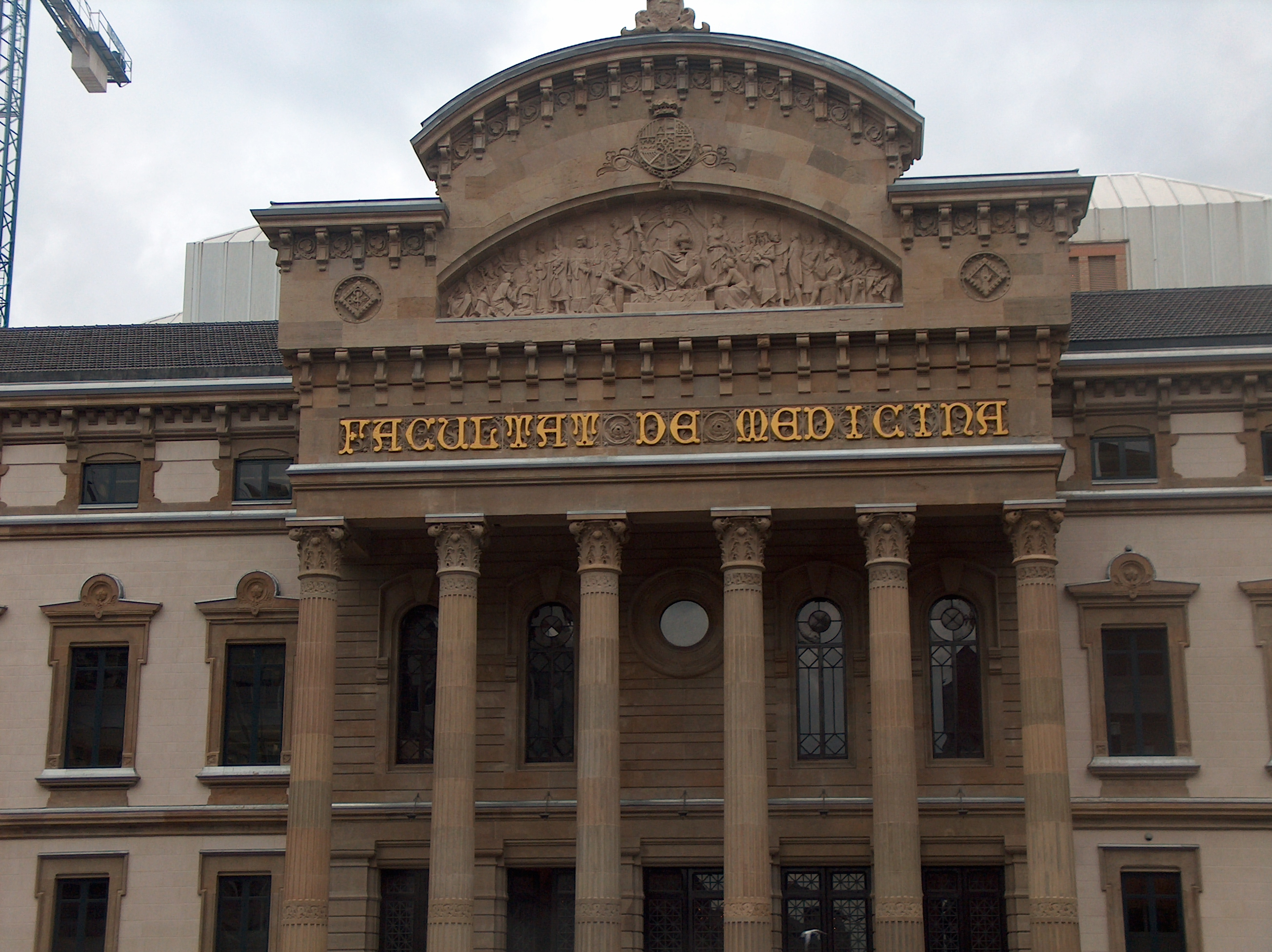
La facoltà di Medicina dell'Università di Barcellona
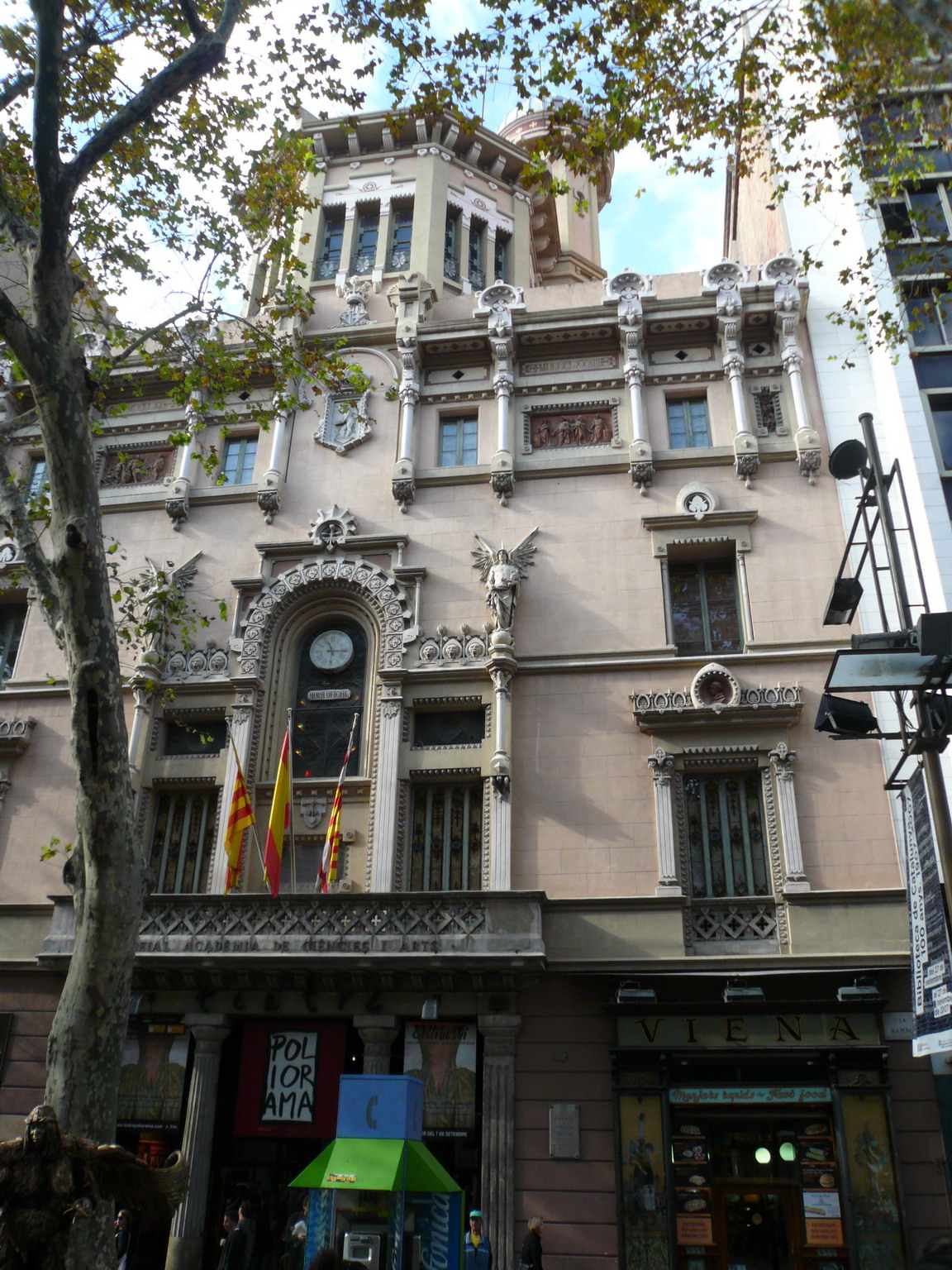
Il Teatro Poliorama
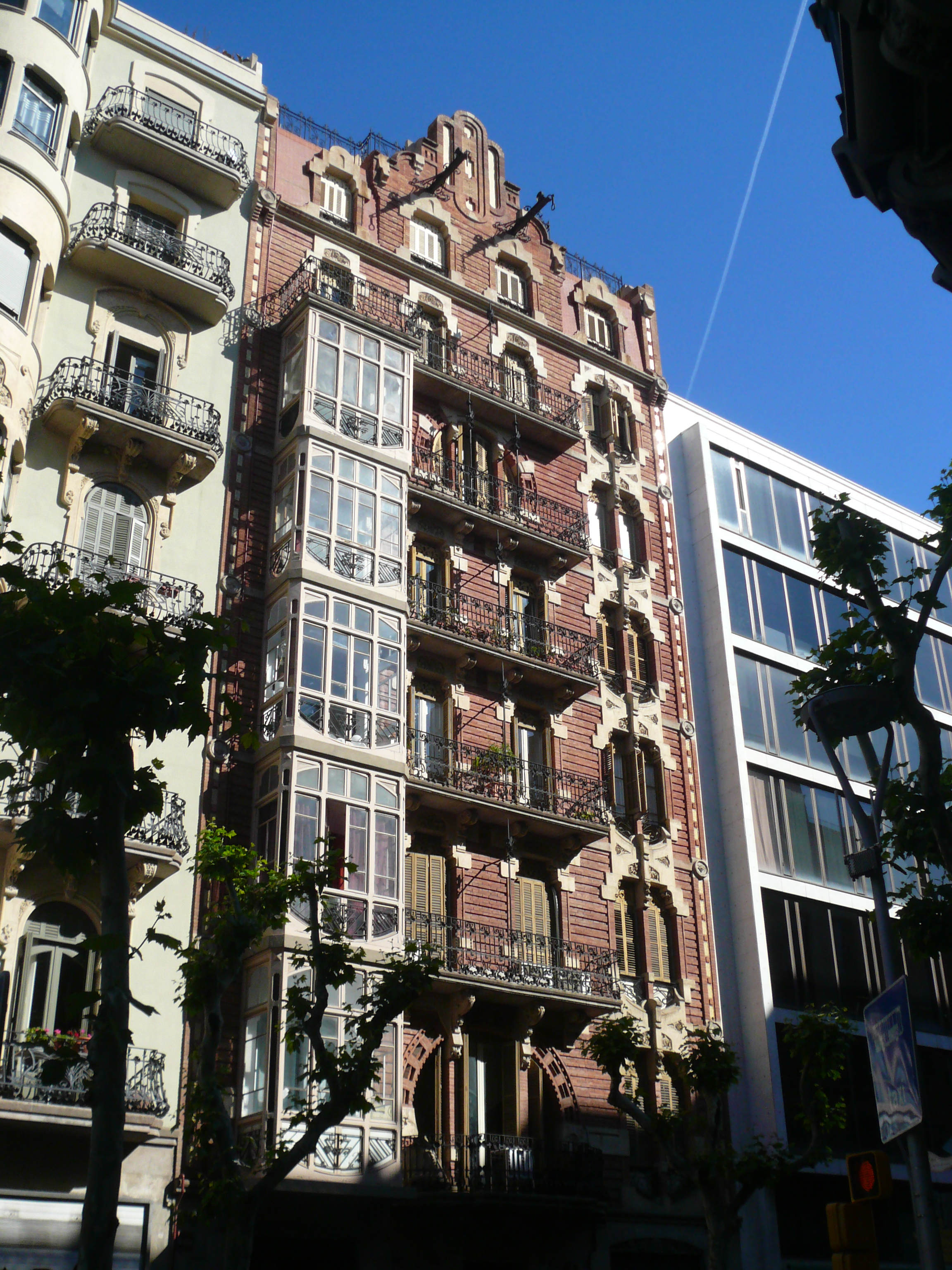
Casa Domènech i Estapà a Barcellona